# کریم حیدریان
کریم حیدریان (زادهٔ ۱۳۳۶، یزد - درگذشتهٔ ۱۷ مرداد ۱۳۷۷، مزارشریف) دیپلمات ایرانی بود که در جریان کشتار دیپلمات‌های ایرانی در مزارشریف توسط عوامل گروه طالبان به قتل رسید.

## زندگی‌ و فعالیت‌ها
حیدریان در سال ۱۳۳۶ در خانواده‌ای شاهرودی در شهر یزد به دنیا آمد. او در سال‌های جنگ ایران و عراق از نیروهای سپاه پاسداران بود که به مناطق غرب کشور اعزام شد. او از سال ۱۳۶۲ تا ۱۳۶۵ در سپاه پاسداران شهر ارومیه فعالیت می‌کرد. همچنین مدتی در سیستان و بلوچستان به عنوان نیروی داوطلب گروه‌های جهاد سازندگی فعالیت می‌کرد.
حیدریان پس از فارغ‌التحصیلی در رشته علوم سیاسی از دانشگاه شهیدبهشتی، فعالیت خود را در وزارت امور خارجه از سال ۱۳۷۴  آغاز کرد.
حیدریان در سال ۱۳۶۰ ازدواج کرده بود و دارای ۳ فرزند دختر بود.

## مرگ
کریم حیدریان از ۱ مرداد ۱۳۷۷ به عنوان کارشناس امور کنسولی کنسولگری جمهوری اسلامی ایران در مزار شریف به افغانستان اعزام شد و ۱۷ روز بعد در پی اشغال شهر توسط نیروهای طالبان به همراه ۸ نفر دیگر به قتل رسید.
تا مدت‌ها از سرنوشت این ۹ نفر گزارشی منتشر نشد، تا این که پیکرهای آنان در یک گور جمعی در خرابه‌های پشت کنسولگری به دست آمد. پیکر آنان ۲۲ شهریور ۱۳۷۷ به تهران منتقل شد و به خاک سپرده شد.
بعد از گذشت بیش از یک ماه پیکر دیپلمات‌ها که در اطراف کنسولگری دفن شده بود، پیدا شد و به ایران انتقال داده شد.